# The Flash: Vertical Velocity (Six Flags Great America)
The Flash: Vertical Velocity in Six Flags Great America (Gurnee, Illinois) ist eine Stahlachterbahn vom Modell Impulse Coaster Twist & Spike des Herstellers Intamin, die am 18. Mai 2001 als V2 eröffnet wurde.
Das Layout ist wie ein großes U. In der Station wird der Zug mittels Linearmotoren von 0 auf 113 km/h auf den ersten, senkrecht stehenden und verdrehten Turm beschleunigt. Bei der Rückwärtsfahrt wird der Zug in der Station wieder beschleunigt und fährt den zweiten, ebenfalls senkrechten, aber nicht verdrehten Turm hinauf. An diesem Turm befinden sich einige Bremsen, sodass der Zug in der senkrechten Position einige Sekunden gehalten wird, bevor er wieder zurück in die Station fährt. Somit pendelt der Zug während einer Fahrt mehrmals zwischen beiden Türmen hin und her.

## Zug
Vertical Velocity besitzt einen Zug mit sieben Wagen. In jedem Wagen können zwei Personen (eine Reihe) Platz nehmen. Die Fahrgäste müssen mindestens 1,37 m groß sein, um mitfahren zu dürfen. Als Rückhaltesystem kommen Schulterbügel zum Einsatz.